# Rikardis Katarina av Mecklenburg
Rikardis Katarina (även stavat Richardis Catharina), född omkring 1370 à 1372, död år  1400, var en prinsessa av Mecklenburg och fram till 1389 även av Sverige. 
Hon var dotter till den svenske kungen Albrekt av Mecklenburg (från 1384 även regerande hertig av Mecklenburg) och dennes drottning Rikardis av Schwerin. Hon gifte sig i Prag år 1388 med kejsar Karl IV:s yngre son Johan av Böhmen (1370-1396), markgreve av Mähren och hertig av Görlitz (Lausitz). Hon fick endast ett barn, Elisabet I av Luxemburg, som 1411 blev regent i Luxemburg. 